# Benedikt Plank

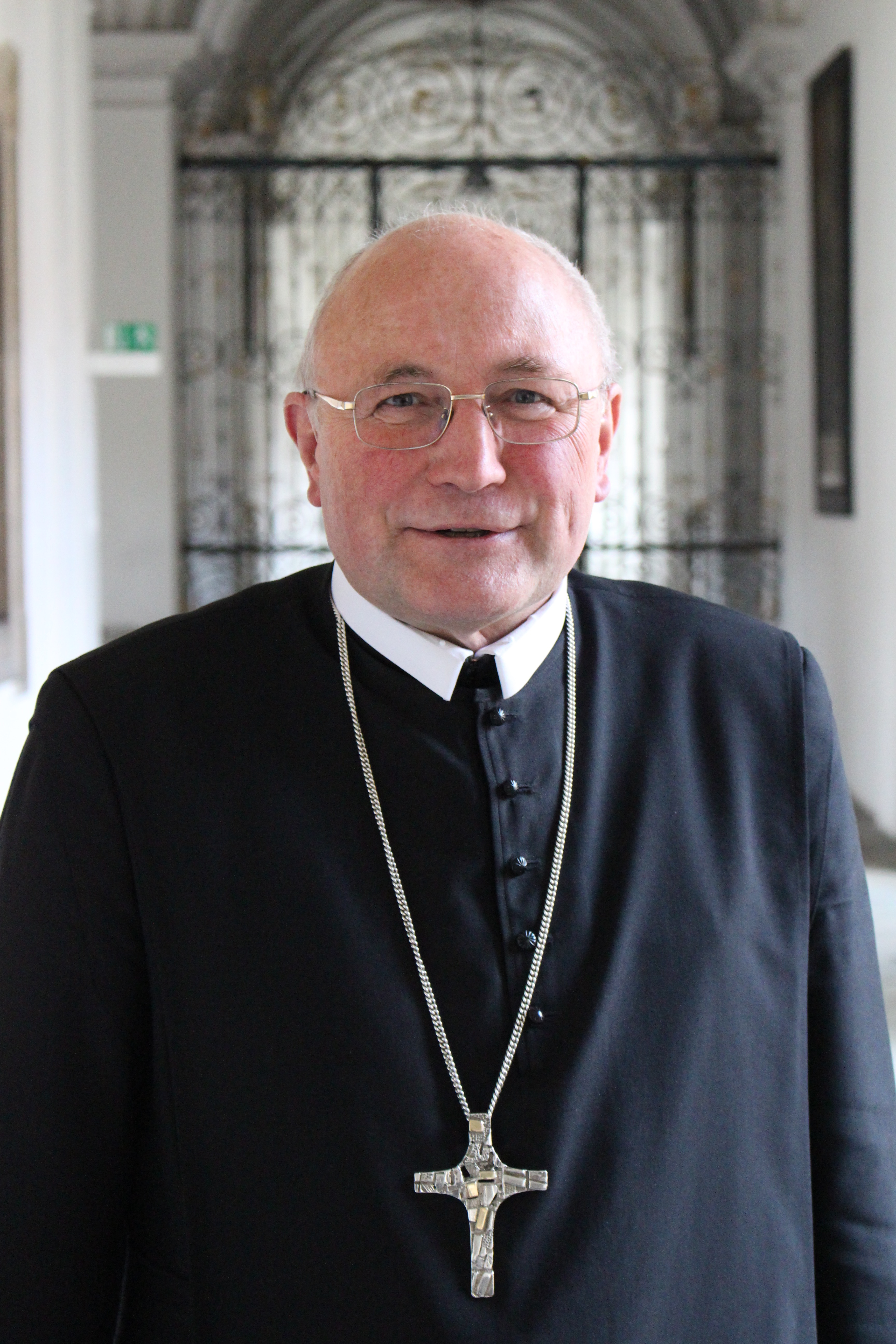
Abt Benedikt Plank (2015)

Benedikt Plank OSB (* 9. Juli 1949 in Mariahof) ist ein österreichischer Benediktiner und Abt der Abtei St. Lambrecht.

## Leben
Benedikt Plank wurde am 9. Juli 1949 in der damals noch eigenständigen Gemeinde Mariahof, unweit des Benediktinerstifts St. Lambrecht, in das er am 14. August 1967 eintrat, geboren. Fast auf den Tag genau ein Jahr nach seinem Eintritt legte er am 15. August 1968 die zeitliche Profess ab, wiederum drei Jahre später am 15. August 1971 die ewige Profess. Anschließend studierte er Theologie an der Universität Salzburg und in Rom. Am 1. Juli 1973 erhielt Plank die Priesterweihe und war danach als Kaplan in St. Lambrecht und in Mariazell tätig. Parallel hierzu besuchte er unter Direktor Heinrich Fichtenau den Lehrgang für Archivwissenschaften am Institut für Österreichische Geschichtsforschung, damals noch eine Einrichtung des Bundes, in Wien. 1987 wurde Plank Pfarrer in Steirisch und Kärntnerisch Laßnitz; in den Jahren 1997 bis 2013 war er zudem Dechant des Dekanates Murau. Bereits ab 1983 war er an der Seite des damaligen Abtes Otto Strohmaier Prior und leitete ab 1986 den wirtschaftlichen Bereich des Klosters. Plank, der neben seiner Tätigkeit als Pfarrer in St. Lambrecht, Steirisch und Kärntnerisch Laßnitz auch noch als Wallfahrtsseelsorger in Maria Schönanger sowie als Archivar, Bibliothekar und Kustos tätig ist, wurde nach dem Rücktritt von Strohmaier am 6. Februar 2013 zum Abt von St. Lambrecht gewählt. Er übernahm das Amt am 16. März 2013 und wurde am 6. April 2013 durch Bischof Maximilian Aichern zum Abt benediziert. Am 13. Mai 2019 wurde er, nachdem er die Altersgrenze von 70 Jahren erreicht hatte, für weitere sechs Jahre zum Abt wiedergewählt.
Am 10. Juni 2025 wurde P. Alfred Eichmann zu seinem Nachfolger gewählt. Die Amtsübergabe findet am 10. Juli statt.

## Veröffentlichungen (Auswahl)
- Benedikt Plank: Geschichte der Abtei St. Lambrecht. Festschrift zur 900. Wiederkehr des Todestages des Gründers Markward v. Eppenstein, 1076–1976. Sankt Lambrecht 1976. (in 2. Auflage erschienen: 1978)
- Othmar Wonisch (Verfasser), Benedikt Plank (Mitwirkender/Überarbeiter): Mariazell. 2. neubearbeitete  Auflage. Schnell und Steiner, München, Zürich 1980, ISBN 3-7954-0521-1.
- Benedikt Plank (Begleittexte): Mariazell: Wallfahrtskirche, Stadt und Umgebung. Kolorit, Wien 1985.
- Benedikt Plank (Begleittexte): Mariazell: Wallfahrtskirche, Stadt und Umgebung. Kolorit, Wien 1987, ISBN 3-85142-016-0.
- Benedikt Plank und Heidelinde Fell (Text), Michael Oberer (Fotos): Wallfahrtsbasilika Mariazell. Kunstverlag Hofstetter, Ried im Innkreis 1996.
- Benedikt Plank: St. Lambrecht. In: Die benediktinischen Mönchs- und Nonnenklöster in Österreich und Südtirol. Bearb. von Ulrich Faust und Waltraud Krassnig (Germania Benedictina Bd. III/2). Sankt Ottilien 2001, S. 318–380.
- Benedikt Plank und Gerwig Romirer (Text): Benediktinerabtei St. Lambrecht : aus Anlass des 200. Jahrestages der Wiedererrichtung des Klosters durch Kaiser Franz II. im Jahr 1802, nach der josephinischen Aufhebung im Jahr 1786. Kunstverlag Hofstetter, Ried im Innkreis 2002.
- Benedikt Plank (Text), Gregor Peda und Marcel Peda (Fotos): Benediktinerabtei St. Lambrecht. Verlag=Kunstverlag Peda Auflage. Passau 2010, ISBN 978-3-89643-789-1.